# Shin Godzilla
Shin Godzilla (jap. シン・ゴジラ Shin Gojira) – japoński film typu kaijū z 2016 roku w reżyserii Hideakiego Anno i Shinjiego Higuchi. Jest to trzydziesty pierwszy film przedstawiający Godzillę.

## Fabuła
W trakcie badania incydentu Zatoce Tokijskiej pojawiają się podejrzenia, że wynikł on z działania nieznanego stworzenia. Krótko później z morza wyłania się istota kierująca się w stronę Tokio. Nie udaje się jej osiągnąć celu i po spowodowaniu wielu strat zawraca. Po tym zdarzeniu rząd przygotowuje strategie obronne na wypadek powtórzeniu się go.  Stworzenie podczas drugiego wyjścia na ląd przybiera zupełnie inną formę, niewrażliwą na ataki ludzi. W sytuację interweniuje USA, przez co pojawia się ryzyko użycia broni jądrowej w celu zniszczenia potwora. Ostatecznie zostaje on powstrzymany przez siły japońskie, jednak sukces jest okupiony wieloma stratami ludzkimi.

## Muzyka
Dzięki wcześniejszej współpracy Anno i Shirō Sagisu w filmie częściowo użyto muzyki pochodzącej z anime Neon Genesis Evangelion. Kompozytor stworzył także utwory dedykowane bezpośrednio dla Shin Godzilli. W ścieżce dźwiękowej pojawiły się także dzieła Akiry Ifukube użyte we wcześniejszych filmach o Godzilli.

## Odbiór filmu
W Japonii Shin Godzilla spotkała się z pozytywnym odbiorem krytyków i była chwalona za szacunek dla pierwotnego przesłania Godzilli. Film otrzymał między innymi Nagrodę Japońskiej Akademii Filmowej.

## Informacje dodatkowe
- Shin Godzilla jest pierwszym japońskim filmem, w którym do przedstawienia postaci Godzilli zastosowano grafikę komputerową[4].
- Dzięki powiązaniu Godzilli i anime Neon Genesis Evangelion osobą Hideakiego Anno powstała seria figurek kolekcjonerskich łączących motywy obu serii[5].
- Shin Godzilla jest najbardziej dochodową japońską produkcją o tytułowym potworze[6].
- W maju 2018 roku Tōhō ogłosiło, że nie powstanie bezpośrednia kontynuacja filmu[7].